# Bishweshwar Prasad Koirala
Bishweshwar Prasad Koirala (en nepalí: बिश्वेश्वर प्रसाद कोइराला; Benarés, 8 de septiembre de 1914-Katmandú, 21 de julio de 1982) fue un político, activista y escritor nepalí. Fue el vigésimo segundo primer ministro de Nepal, el primero elegido democráticamente, entre mayo de 1959 y diciembre de 1960.
Firme defensor de la democracia, es considerado una de las figuras políticas de Nepal más influyentes, además de uno de los autores nepalíes más importantes.
El 15 de diciembre de 1960 el gobierno de Koirala fue destituido por el Rey Mahendra, quien también suspendió la constitución, disolvió el parlamento, y detuvo a Koirala.